# Убиство краља — анатомија једног убиства
Убиство краља — анатомија једног убиства (мађ. Kiralygyilkossag - Egy Merenylet Anatomiaja) (енгл. Regicide - Anatomy of an Assassination) је документарни филм из 1984. године. Режирао га је Петер Бокор. Филм се бави реконструкцијом догађаја који су везани за убиство краља Александра I Карађорђевића и Луја Бартуа у Марсеју 1934. године, истрагом коју је провела полиција Француске након атентата, као и свједочењима Мађара који су живјели у близини усташког логора Јанкапуста у Мађарској. Садржи аутентичне документарне снимке Марсејског атентата, изјаве свједока, изјаве истражитеља, сусрете Павелића и Хитлера и друго. Филм је за југословенско тржиште приредио Морава филм.

## Улоге
Глумци су наведени редосљедом којим су приказани на филму.
| Глумац            | Улога                |
| ----------------- | -------------------- |
| Иштван Авар       | Анте Павелић         |
| Lajos Balazsovits | Густав Перчец        |
| Geza Balkay       | Еуген Дидо Кватерник |
| Gyorgy Banffy     | Paoli felugyelo      |
| Peter Beregy      | Dumont felugyelo     |
| Оскар Гати        | Иван Рајић           |
| Ласло Инке        | Луј Барту            |
| Андреас Керн      | Marabuto felugyelo   |
| Шандор Макај      | Tattay ezredes       |
| Karoly Mecs       | И. Шандор            |
| Istvan Patho      | aruhazi elado        |
| Erika Szegedi     | Tattayne             |
| Gyula Szersen     | Kerin e merenulo     |
| Elemer Tarsoly    | portas               |
| Geza Tordy        | Миличевић            |
| Eniko Toth        | Јелка                |
| Judith Toth       | Mme. Aubert          |
| Laslo Ujreti      | Звонимир Поспишил    |
| Ferenc Zentay     | nyomozo              |